# Inmigración palauana en los Estados Unidos

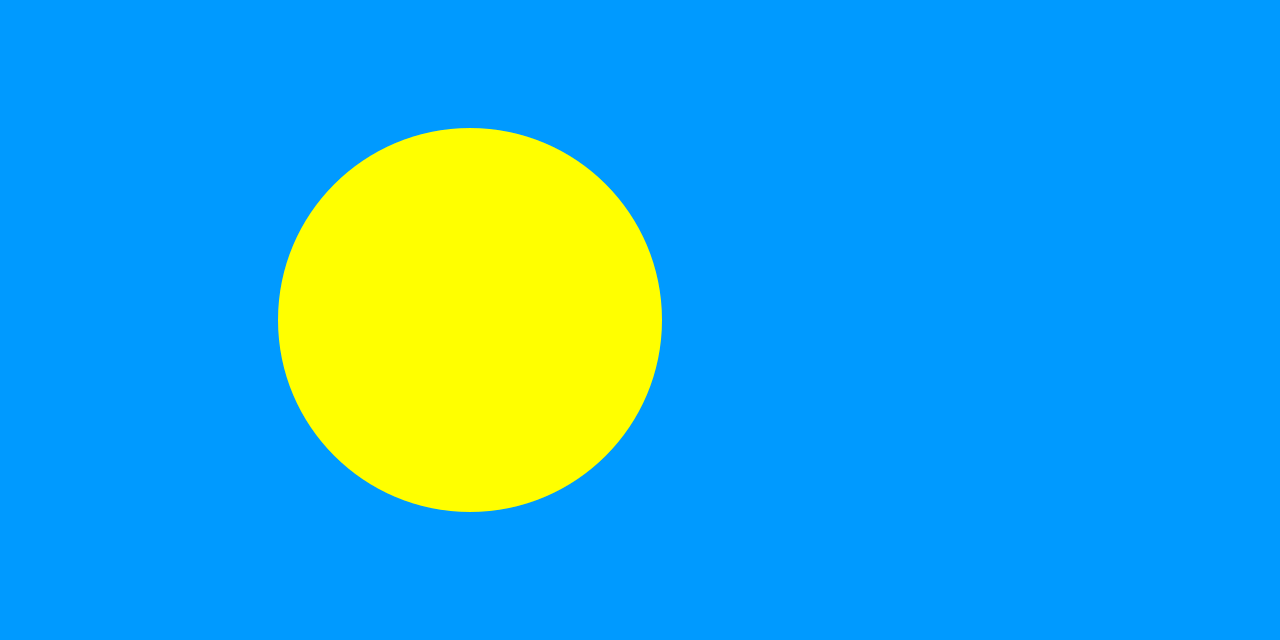
Bandera de Palaos

Los estadounidenses palauanos son estadounidenses de ascendencia palauana. Según el Censo de los Estados Unidos del año 2010, hay alrededor de 7.450 estadounidenses de origen palauano.
Desde finales de la década de 1940, muchos palauanos han emigrado al extranjero. En 1953, unas cien personas de Palaos fundaron la Asociación Palau en la isla estadounidense de Guam. A lo largo de los años, el número de palauanos en los Estados Unidos no ha dejado de crecer.
A principios de 1970, cuando se extendió la Beca Pell, varios cientos de palauanos y otros estudiantes de la región oceánica de Micronesia emigraron para estudiar en universidades estadounidenses. Desde entonces, el número de estudiantes palauanos que emigran a los Estados Unidos ha aumentado en unas 250 personas cada año.
Muchos palauanos viven en California, sobre todo en la ciudad de Pasadena. Los palauanos también viven en Portland, Oregon, donde viven algunos miles de micronesios, y Corsicana, Texas.

## Gente notable
- Elgin Loren Elwais
- Florian Skilang Temengil